# Wojciech Smarzowski
Wojciech Smarzowski (n. 18 ianuarie 1963, Korczyna,Voievodatul Subcarpatia⁠(d), Krosno County⁠(d), voievodatul Subcarpatia, Polonia) este un scenarist și regizor de film polonez. A studiat producția de film la Universitatea Jagiellonă și la Școala Națională de Film din Łódź (1990). Filmul său din 2004, Nunta (care nu trebuie confundat cu filmul Andrzej Wajda cu același titlu) a câștigat o mențiune specială a juriului la Festivalul Internațional de Film de la Karlovy Vary în 2005. Și-a început cariera cinematografică ca operator de imagine.
Pentru filmul Róża, Smarzowski a primit șapte Premii ale Filmului Polonez în 2011. Filmul său Drogówka (2013) prezintă povestea a șapte polițiști din Varșovia - colegi și prieteni buni ale căror vieți se schimbă după ce unul dintre ei moare în circumstanțe misterioase. A intrat în concurs în secțiunea principală a celui de al 35-lea Festival Internațional de Film de la Moscova.
Filmul Clerul (2018) a fost descris de Anne Applebaum în The Washington Post ca „un film dureros care condamnă Biserica Catolică Poloneză ca fiind coruptă și ipocrită”. În primul weekend al premierei, a doborât toate recordurile de box-office în Polonia și, după trei săptămâni, a fost văzut de 3  de milioane de persoane, circa 10% din populația Poloniei. Este pe locul 3, cu 5.184.258 de spectatori, în lista celor mai vizionate filme din Polonia după 1989, fiind întrecut de Pan Tadeusz (6.168.344 de spectatori) și Prin foc și sabie (7.151.354 de spectatori).

## Filmografie

### Filme de lung metraj

#### Regizor și scenarist
- Sezon na leszcza, 2000 - doar scenarist
- Nunta ( Wesele ), 2004
- Casa întunecată ( Dom zły ), 2009
- Rose (Róża), 2011 - singurul regizor
- Direcția Trafic ( Drogówka ), 2013
- Aniol (Pod Mocnym Aniołem), 2014
- Volânia (Wołyń), 2016
- Clerul (Kler), 2018

### Televiziune

#### Regizor
- Małżowina, 1998 - film TV
- Kuracja, 2001 - scenariu TV
- Na Wspólnej, 2003-2008 - serial TV (125 de episoade)
- Klucz, 2004 - scenariu TV
- Cztery kawałki tortu, 2006 - scenariu TV
- BrzydUla, 2008-2009 - Seriale TV (25 de episoade)
- Londyńczycy - serial TV (8 episoade)
- Bez tajemnic, 2013 - serial TV (7 episoade)